# Garmen
Garmen é um município da Bulgária localizado na província de Blagoevgrad.
Possui 14 825 habitantes (1/2/2011).